# Michael King (giocatore di baseball)
Michael McRae King (Rochester, 25 maggio 1995) è un giocatore di baseball statunitense, che gioca nel ruolo di lanciatore per i New York Yankees della Major League Baseball (MLB).